# La Vallée-du-Richelieu
La Vallée-du-Richelieu – regionalna gmina hrabstwa (MRC) w regionie administracyjnym Montérégie prowincji Quebec, w Kanadzie. Stolicą jest miasto Belœil. Składa się z 13 gmin: 6 miast, 6 gmin i 1 parafii.
La Vallée-du-Richelieu ma 116 773 mieszkańców. Język francuski jest językiem ojczystym dla 94,3%, angielski dla 3,5% mieszkańców (2011).